# توحید اصلان‌زاده
توحیداصلان‌زاده (۱۲ فروردین ۱۳۲۵ – ۲۹ فروردین ۱۳۹۳) بازیگر سینمای ایران بود.
وی بازیگر فیلمهای قدرت‌الله صلح میرزایی بود. فیلم‌های وی عبارتنداز: حامی، شاهین طلایی، تهاجم، حمله خرچنگها، چشمان سیاه. وی در تلویزیون هم فعالیت داشت. وی در دهه هفتاد زیاد فعالیت داشت؛ و بیشتر نقش منفی بازی می‌کرد. وی از ورزشکاران باستانی کار بود.